# Ilse Orth
Ilse Orth geb. Pellmann  (* 11. Januar 1936 in Berlin) ist eine deutsche Psychotherapeutin, Leibtherapeutin und führende Protagonistin im Bereich der Kunsttherapie, der Therapie mit Kreativen Medien sowie der Poesie- und Bibliotherapie. Sie ist Mitbegründerin der Integrativen Therapie und der Intermedialen Kunsttherapie.

## Leben und wissenschaftlicher Werdegang
Ilse Orth weilte 1953 als Austauschschülerin in den USA. In Heidelberg, Wien, Paris und Bonn absolvierte sie ein Studium der Germanistik, Anglistik, Philosophie und Pädagogik, u. a. bei Hans-Georg Gadamer, Karl Löwith und Benno von Wiese. Schwerpunkte setzte sie im Bereich der Rhetorik, des Dramas (eigene Theaterarbeit) und der Frauenliteratur. Für ihr Staatsexamen verfasste sie 1960 eine Arbeit über George Eliot. Ein Aufbaustudium zur Supervision schloss sie 1996 an der FU Amsterdam als Diplomsupervisorin ab. Ein Studium der Psychotherapie beendete sie 2007 an der Donau-Universität Krems mit einem Master of Science. 

Ab 1961 absolvierte sie bereits Psychotherapieausbildungen an der „Existentialpsychologischen Bildungs- und Begegnungsstätte“ in Todtmos-Rütte als Schülerin von Karlfried Graf Dürckheim, die Leibtherapie bei Marianne Müller, die Jungsche Analyse bei Maria Hippius Gräfin Dürckheim und war ab 1972 dort Mitarbeiterin. Ilse Orth arbeitet psychotherapeutisch, leibtherapeutisch, kunsttherapeutisch und supervisorisch in eigener Praxis. Es folgten Weiterbildungen in experimenteller Therapie und Gestalttherapie, u. a. bei Udo Derbolowsky, Ruth Cohn und John Brinley. Ab 1972 schloss sich die Bewegungstherapie- und Psychotherapieausbildung am „Fritz Perls Institut“ (FPI) Düsseldorf bei Hilarion Petzold an und sie erwarb den Abschluss als Integrative Psychotherapeutin. Seit 1976 ist Ilse Orth am FPI Mitarbeiterin, wurde Lehrtherapeutin und nahm von 1978 bis 1982 an der Supervisionsausbildung teil, die sie als Lehrsupervisorin (DGSv) abschloss. In dieser Zeit (1976–1979) erfolgte auch eine Körperpsychotherapie-Ausbildung bei Malcolm Brown. Ilse Orth übernahm 1982 die Leitung der 1972 von Johanna Sieper und Katharina Martin am „Fritz Perls Institut“ begründeten Ausbildung für „Kunstpsychotherapie und therapeutische Arbeit mit kreativen Medien“ und seit 1992 die Leitung des Fachbereichs „Kunst- und Kreativitätstherapie“ an der „Europäischen Akademie für Biopsychosoziale Gesundheit“ (EAG), staatlich anerkannte Weiterbildungsakademie in  Hückeswagen am Beversee, wo sie seitdem Mitglied des Leitungsgremiums ist. Nachdem sie schon seit Mitte der 1970er Jahre mit Hilarion Petzold und Irma Petzold-Heinz – Pionierin für Biographiearbeit, Schreibwerkstätten und Erzählprojekte – Weiterbildungen für therapeutische Arbeit mit Schreiben und Texten durchführte und in ihrer Praxis Patienten mit diesen Ansätzen behandelte, wurde sie 1984 Leiterin der ersten deutschsprachigen Ausbildung für  Poesie- und Bibliotherapie und mit Petzold u. a. Mitbegründerin der „Deutschen Gesellschaft für Poesie- und Bibliotherapie“ (DGPB), in der sie über lange Jahre als Vorstandsmitglied wirkte. Ebenfalls langjähriges Vorstandsmitglied war sie in der „Deutschen Gesellschaft für Kunsttherapie“ (DGKT), die sie 1985 mitbegründet hatte. Mit Hilarion Petzold organisierte sie die ersten deutschsprachigen Tagungen und Kongresse im Bereich der künstlerischen Therapieformen. Ilse Orth übernahm internationale Seminar- und Lehrtätigkeiten im Bereich Psychotherapie, Poesie- und Bibliotherapie, Kunsttherapie, Bewegungstherapie, Supervision an verschiedenen Institutionen und Universitäten (Amsterdam, Krems).

## Wichtige Beiträge zur Integrativen Therapie
Ilse Orth leistete wichtige Beiträge zur Entwicklung der Integrativen Therapie, ihrer Methoden und Praxeologie. Sie war eine der ersten, die systematisch „Kreative Medien“ in die psychotherapeutische Arbeit einbezog und zusammen mit Hilarion Petzold und Johanna Sieper eine „Integrative und intermediale Kunsttherapie“ (IKT) und „Integrative Poesie- und Bibliotherapie“ (IPBT) entwickelte, in Ausbildungscurricula umsetzte, lehrte und Kreativmethoden in die Supervision einführte. Ihr Ansatz ist – ihren Studien entsprechend – einer „künstlerischen und philosophischen Therapeutik“ verpflichtet. Ausgangspunkt wurde eine phänomenologisch-tiefenhermeneutisch  (Paul Ricœur) und sozialkritisch orientierte „Anthropologie des schöpferischen Menschen.“ Sie gründet im „totalen Sinnesorgan des Leibes“ (Maurice Merleau-Ponty), der gendersensibel betrachtet werden muss. Er hat vielfältige Wahrnehmungsvermögen, denen jeweils Ausdrucksvermögen entsprechen. Beide sind bei Patienten – so Orths Krankheitskonzept – durch die „Domestizierung des Leibes“ und „multiple Entfremdung“ häufig eingeschränkt und müssen in der Therapie „restituiert“ werden: Das Wahrnehmungsvermögen der Audition führt zum Ausdrucksvermögen (Sprache/Gesang/dramatisches Spiel) und eröffnet den Behandlungsweg therapeutischer Vokalarbeit, Dramatherapie, über die kinästhetischen Sinne zu Bewegung und Tanz, zur therapeutischen Bewegungsarbeit, Tanztherapie oder über den Gesichtssinn zu bildnerischem Gestalten und der therapeutischen Arbeit mit Formen, Farben, Ton, Materialien usw. Mit den „Modalitäten“ wird konfliktzentriert-aufdeckend, übungszentriert-funktional oder erlebniszentriert-stimulierend gearbeitet. Orth, Petzold und Sieper inaugurierten die Begriffe und Methodik der „Kreativen Medien“, „Intermedialität“ und „Multimodalität“, wie sie schon in den Tempelkrankenhäusern des Asklepios praktiziert wurde. Sie findet sich durchgängig bei Kindern und ermöglicht, entwicklungspsychologisch spezifische Milieus anzusprechen: z. B. mit Fingerfarben, Ton, Bewegung den Frühbereich der „sensomotorischen Phase“, mit Poesietherapie die „sprachsensible Phase“, mit Dramatechniken die „rollenspielsensible Phase“ – stets in der Vielstimmigkeit (Michael M. Bachtin) sozialer Netzwerke. Im Austausch und gemeinsamer Entwicklungsarbeit wurden dann Konzepte und Methodiken, wie „narrative Praxis“, „dichte Beschreibungen“, „integrative Biographiearbeit“, für die Integrative Therapie inauguriert und erprobt. Immer werden von Orth – als Germanistin und Psychotherapeutin – Verbalität und Nonverbalität, Leib und Sprache in ihrem Metamorphose-Modell verschränkt. Eindruck/Impuls führt zu Wahrnehmen/Erleben, das führt zu cerebralem Verarbeiten/hermeneutischem Auslegen, dieses zu Ausdruck/Handeln, ein „Polylog“ von „Du, Ich, Wir in Kontext und Kontinuum“. Ziele solcher prozessualer Therapie sind Symptombeseitigung, Persönlichkeitsentwicklung, Kulturarbeit u. a. durch die „heilende Kraft ästhetischer Erfahrung“, eine „Ästhetik der Existenz“ und „Lebenskunst“ (Michel Foucault), in der das „Selbst Künstler und Kunstwerk“ (Hilarion Petzold) ist, „Integration“ und „persönliche Souveränität“ gewonnen und Traumaerfahrungen überwunden werden. Das Charakteristikum der IKT: Veränderungen, „Transgressionen“ im konkreten „Alltag als Übung“ (Karlfried Graf Dürckheim) und im „sozialen Gestaltungsraum“ (Augusto Boal) werden jenseits symbollastiger Mythologisierungen ermöglicht. Orth entwickelte mit Petzold und Sieper eine differenzierte projektive/semiprojektive Diagnostik mit „Kreativen Medien“ und eine aktionale, intermediale Therapeutik, die vom „eigenleiblichen Spüren“ (Hermann Schmitz) ausgehend, „mouvement produced information“ nutzt, um eigenes Denken, Fühlen, Wollen und Handeln im „sozialen Raum“ wahrzunehmen, gemeinsam in sprachlicher und nicht-sprachlicher Hermeneutik auszulegen und veränderungswirksam zu gestalten. Denn: „jeder Mensch ist ein Künstler“ (Joseph Beuys) und deshalb sind gelungene soziale Situationen für Ilse Orth Ergebnis „sozialer Gestaltungen“, die auf humanes Miteinander, auf „Konvivialität“ (Jacques Derrida) und in Prozessen der „Integration als Lebensaufgabe“ auf die „persönliche Souveränität des Subjekts“ abzielen. In der IKT wird nach Orth, Petzold und Sieper an die sozialphilosophisch und machttheoretisch reflektierte „kulturkritische Aufgabe von Kunst“ angeknüpft. Deshalb haben sie neben „aktiver Kunsttherapie“ (eigenes Malen, Schreiben, Theaterspielen) auch Formen „rezeptiver Kunsttherapie“ (Kunstbetrachtung, Bibliotherapie, Theaterbesuch) und kultureller und politischer Projektarbeit entwickelt.

## Ehrungen
- Bundesverdienstkreuz am Bande (15. Oktober 1998)[32]

## Publikationen
- Integration als persönliche Lebensaufgabe. In: Petzold, H. G., Sieper, J. (1993) Integration und Kreation. Modelle und Konzepte der Integrativen Therapie, Agogik und Arbeit mit kreativen Medien. 2 Bde., Paderborn: Junfermann. 2. Aufl. 1996. S. 371–384.
- Der domestizierte Körper. Die Behandlung beschädigter Leiblichkeit in der Integrativen Therapie. Gestalt (Schweiz) 21, 22–36.
- Unbewußtes in der therapeutischen Arbeit mit künstlerischen Methoden und Kreativen Medien. Überlegungen aus der Sicht integrativer und intermedialer Kunsttherapie. In: Integrative Therapie 4, S. 312–339 und in: Kunst & Therapie 2/3, 1994, S. 13–52.
- Weibliche Identität und Leiblichkeit – Prozesse „konvivialer“ Veränderung und Entwicklung – Überlegungen für die Praxis. In: Petzold, H. G., Orth, I. Sieper, J. (2010a): Gewissensarbeit, Weisheitstherapie, Geistiges Leben – Themen und Werte moderner Psychotherapie. Wien: Krammer. S. 245–278.
- Creative Processes and Creative Media in Integrative Supervision. Inspiring Moments in Supervision. In: Supervision 15/2011 http://www.fpi-publikation.de/supervision/alle-ausgaben/15-2011-orth-ilse-creative-processes-and-creative-media-in-integrative-supervision.html
- mit Petzold, H. G. (1988a): Methodische Aspekte der Integrativen Bewegungstherapie im Bereich der Supervision. Motorik, Zeitschrift für Motopädagogik und Mototherapie. S. 44–56.
- mit Petzold, H. G.: Metamorphosen – Prozesse der Wandlung in der intermedialen Arbeit der Integrativen Therapie. In: Petzold, Orth (1990a) Bd. II, S. 721–774 und in: Integrative Therapie 1/2, S. 53–93.
- mit Petzold, H. G.: Körperbilder in der Integrativen Therapie – Darstellungen des phantasmatischen Leibes durch „Body Charts“ als Technik projektiver Diagnostik und kreativer Therapeutik. In: Integrative Therapie 1, S. 117–146.
- mit Petzold, H. G.: Anthropologie des schöpferischen Menschen. In: Petzold, Sieper (1993) S. 93–116.
- mit Petzold, H. G.: Gruppenprozessanalyse – ein heuristisches Modell für Integrative Arbeit in und mit Gruppen. In: Integrative Therapie 2. S. 197–212. Auch in: http://www.fpi-publikation.de/artikel/textarchiv-h-g-petzold-et-al-/orth-i-petzold-h-g-1995b-gruppenprozessanalyse-ein-heuristisches-modell.html
- Petzold, H. G.: Heilende Bewegung – die Perspektive der Integrativen Leib- und Bewegungstherapie. In: Illi, U, Breithecker, D, Mundigler, S (Hrsg.): Bewegte Schule. Gesunde Schule. Zürich: Internationales Forum für Bewegung (IFB), S. 183–199.
- mit Petzold, H. G.: Integrative Therapie: Das „biopsychosoziale“ Modell kritischer Humantherapie. Integrative Therapie 2/3, S. 131–144.
- mit Petzold H. G. (2008): Leib und Sprache. Über die Poiesis integrativer und kreativer Psychotherapie – Zur Heilkraft von „Poesietherapie“ und „kreativen Medien“. Integrative Therapie 1, S. 99–132. http://www.fpi-publikation.de/artikel/textarchiv-h-g-petzold-et-al-/orth-i-petzold-h-g-2008-leib-sprache-geschichte-in-einer-integrativen-und-kreativen.html
- mit Petzold, H. G.: Kunsttherapie. In: Stumm, G. (2011): Psychotherapie. Schulen und Methoden. Wien: Falter, S. 375–380.
- mit Petzold, H. G., Moser, S. (2012): Euthyme Therapie – Heilkunst und Gesundheitsförderung in asklepiadischer Tradition: ein integrativer und behavioraler Behandlungsansatz „multipler Stimulierung“ und „Lebensstilveränderung“. In: Psychologische Medizin, Heft 3, S. 18–36 und 4, S. 42–59 und in: Textarchiv 2012 http://www.fpi-publikation.de/images/stories/downloads/textarchiv-petzold/petzold-moser-orth-2012-euthyme-therapie-heilkunst-asklepiadische-tradition-integrativ-behavioral.pdf
- mit Petzold H. G. (1985) (Hrsg.): Poesie und Therapie. Über die Heilkraft der Sprache. Poesietherapie, Bibliotherapie, Literarische Werkstätten, 3. Aufl. 1999. Paderborn: Junfermann. 4. Aufl. Bielefeld: Aisthesis.
- mit Petzold, H. G.: Integrative Kunstpsychotherapie und Arbeit mit „kreativen Medien“ an der Europäischen Akademie für psychosoziale Gesundheit. In: Petzold, Sieper (1993). S. 559–574.
- mit Petzold, H. G.: Therapietagebücher, Lebenspanorama, Gesundheits-/Krankheitspanorama als Instrumente der Symbolisierung, karrierebezogenen Patientenarbeit und Lehranalyse in der Integrativen Therapie. In: Integrative Therapie 1/2 (1993) S. 95–153. http://www.fpi-publikation.de/images/stories/downloads/textarchiv-petzold/petzold-orth-1993a-therapietagebuecher-lebenspanorama-gesundheits-krankheitspanorama.pdf
- mit Petzold, H. G.: La thérapie intégrative du corps et du mouvement. In: Meyer, R., Liénard, G., (1993): Les somatothérapies. Historique – Classification – Présentation. Paris: Simep. S. 89–129.
- mit Petzold, H. G. (1994/2012): Kreative Persönlichkeitsdiagnostik durch „mediengestützte Techniken“ in der Integrativen Therapie und Beratung. Integrative Therapie 4 (1994) S. 340–391. http://www.fpi-publikation.de/polyloge/alle-ausgaben/03-2012-petzold-h-orth-i-1994a-kreative-persoenlichkeitsdiagnostik-durch-mediengestuetzte.html
- mit Petzold, H. G.: Der „Schiefe Turm“ fällt nicht – Salutogenetische Arbeit mit Neuromentalisierungen und kreativen Medien in der Integrativen Therapie. In: Petzold, H. G., Sieper, J. (2008a): Der Wille, die Neurowissenschaften und die Psychotherapie. 2 Bde. Bielefeld: Sirius. S. 593–653. http://www.fpi-publikation.de/artikel/textarchiv-h-g-petzold-et-al-/petzold-h-g-orth-i-2008a-der-schiefe-turm-faellt-nicht--weil-ich-das-w-i-l-l.html
- mit Petzold, H. G.: „Genderintegrität“ – ein neues Leitparadigma für Supervision und Coaching in vielfältigen Kontexten. In: Abdul-Hussain, S. (2011): Genderkompetente Supervision. Mit einem Beitrag von Ilse Orth und Hilarion Petzold zu „Genderintegrität“. Wiesbaden: Springer VS Verlag. S. 195–299. http://www.fpi-publikation.de/downloads/download-supervision/download-nr-04-2014-hilarion-g-petzold-ilse-orth.html
- mit Petzold, H. G.: Wege zum „Inneren Ort persönlicher Souveränität“ – „Fundierte Kollegialität“ in Beratung, Coaching, Supervision und Therapie. In: Supervision 06/2014. http://www.fpi-publikation.de/supervision/alle-ausgaben/06-2014-petzold-h-g-orth-i-1998-2014-wege-zum-inneren-ort-persoenlicher-souveraenitaet.html
- mit Petzold, H. G., Sieper, J. (1995a): Qualitätssicherung und Didaktik in der therapeutischen Aus- und Weiterbildung. Sonderausgabe Gestalt und Integration. Düsseldorf: FPI-Publikationen.
- mit Petzold, H. G., Sieper, J. (2010): Gewissensarbeit, Weisheitstherapie, Geistiges Leben – Themen und Werte moderner Psychotherapie. Wien: Krammer.
- mit Petzold, H. G., Sieper, J. (2014): „Mythen, Macht und Psychotherapie“. Therapie als Praxis kritischer Kulturarbeit. Bielefeld: Aisthesis.
- mit Petzold, H. G., Frambach, L., Hänsel, M. (2014): Altruismus zwischen Angrenzung und Abgrenzung. Espelkamp: Deutsche Gesellschaft für Coaching.
- mit Petzold, H. G., Orth-Petzold, S. (2013): Freude am Lebendigen und weiser Umgang mit Natur. Die Frische, Kraft und Weisheit integrativer Garten- und Landschaftstherapie – Naturtherapeutische Gedanken, „Green Meditation“, „Therapeutic Guerilla Gardening“. Polyloge  20/2013. http://www.fpi-publikation.de/polyloge/alle-ausgaben/20-2013-petzold-h-orth-petzold-s-orth-i-2013a-freude-am-lebendigen-umgang-mit-natur.html
- mit Sieper, J., Petzold, H. G.: Warum die “Sorge um Integrität” uns in der Integrativen Therapie wichtig ist – Überlegungen zu Humanität, Menschenwürde und Tugend in der Psychotherapie. In: Petzold, H. G., Orth, I. Sieper, J. (2010a): Gewissensarbeit, Weisheitstherapie, Geistiges Leben – Themen und Werte moderner Psychotherapie. Wien: Krammer. S. 367–460. http://www.fpi-publikation.de/images/stories/downloads/textarchiv-petzold/sieper-orth-petzold_sorge-um-integritaet_2010.pdf
- mit Sieper, J., Schuch, H. W. (2007) (Hg.): Neue Wege Integrativer Therapie. Klinische Wissenschaft, Humantherapie, Kulturarbeit – Polyloge – 40 Jahre Integrative Therapie, 25 Jahre EAG – Festschrift für Hilarion G. Petzold. Bielefeld: Edition Sirius, Aisthesis Verlag.